# 스카이 브라운
스카이 브라운(영어: Sky Brown, 2008년 7월 7일~), 또는 브라운 스카이(일본어: ブラウン 澄海)는 일본에서 태어난 영국의 스케이트보딩 선수로 2020년 하계 올림픽과 2024년 하계 올림픽에서 동메달을 획득했다. 2020년 올림픽 당시 영국 역대 최연소 올림픽 참가 선수가 되었으며, 스케이트보드 여자 파크에서 동메달을 획득하며 역대 올림픽 최연소 메달리스트에 올랐다.

## 어린 시절
스카이 브라운은 2008년 7월 7일 일본 미야자키현에서 아마추어 스케이트보딩 선수로 활동했던 영국인 아버지 스튜어트 브라운(영어: Stuart Brown)과 일본인 어머니 브라운 미에코(일본어: ブラウン 美枝子) 부부의 딸로 태어났다. 그녀는 태어난 후 일본 주민등록 절차를 밟았고 브라운 스카이(일본어: ブラウン 澄海)라는 이름으로 호적에 등록되었다.
브라운은 3살에 스케이트보딩을 시작했고, 아버지는 브라운이 4살이 되었을 때 그녀의 스케이트보딩 영상을 유튜브에 올리며 그녀가 프로 스케이트보딩 선수가 될 수 있도록 지원했다.

## 개인사
브라운은 주로 본가가 있는 일본에 거주하지만 한때 아버지가 거주했던 미국에도 거주지를 가지고 있다. 남동생 오션 브라운(영어: Ocean Brown)도 스케이트보딩 선수로 활동하고 있다.

## 기록

### 국제 대회
;올림픽
- 2020: 동
- 2024: 동

### 기타 대회
X게임
- 2021년 캘리포니아 금×2

듀 투어
- 2022년 디모인 금×1
- 2021년 디모인 은×1

## 같이 보기
- 올림픽 영국 선수단